# 烏爾米拉·馬通卡
烏爾米拉·馬通卡（英語：Urmila Matondkar，1974年2月4日—）是印度電影女演員。她主要出現在寶萊塢電影，作品多是驚悚片。1984年出道，馬通卡被視為印度電影界的性感象征之一。
她最為人所知的作品包括1995年和阿米爾·罕合作的爱情喜剧《Rangeela》。該電影在印度取得巨大的票房收入。
2003年，馬通卡憑驚悚片《Bhoot》贏得印度電影觀眾獎影評人最佳女演員獎。

## 外部連結
- 烏爾米拉·馬通卡在互联网电影资料库（IMDb）上的資料（英文）
- 烏爾米拉·馬通卡的Instagram帳戶